# Une java (film, 1939)
Pour les articles homonymes, voir Java.
Pour plus de détails, voir Fiche technique et Distribution.
Une java (La Java bleue) est un film français de Claude Orval sorti en 1939.

## Synopsis
Yann, un "mauvais garçon" risque d'être condamné à 5 ans de prison sur la foi d'un faux témoignage de Gaby, son ex petite amie devenue depuis la maîtresse d'Armando, le vrai coupable. Rose, la sœur de Yann travaille comme secrétaire chez Méry Cerval, danseuse et vedette de la scène.  Cette dernière prend en pitié Rosen quand elle la voit sombrer dans le chagrin et promet d'essayer de l'aider, elle se rend donc au procès de Yann qui est condamné.
Yann s'évade de prison et se rend chez Gaby, pour lui faire de violents reproches, mais c'est Armando qui l'intéresse. La police qui recherche Armando pour d'autres motifs, laisse courir Yann pour qu'il les conduise à Armando.
Méry Cerval cherchant de l'inspiration pour son nouveau spectacle se rend dans un bal musette mal famé avec son partenaire et son imprésario. Or ce lieu est fréquenté par Frédo et le Tordu, les complices d'Armando. Frédo tente de provoquer une bagarre qui lui permettrait de voler les bijoux de Méry Cerval.  Mais Yann intervient et sauve la situation en invitant Méry à danser. Cette dernière reconnait Yann et une certaine sympathie commence à se dessiner entre eux. 
Pour se venger Frédo provoque une bagarre et l'intervention de la police. Sorti de l'hôpital, Frédo se rend chez Méry Cerval, se prétendant envoyé par Yann pour lui demander de l'argent. Mais Yann intervient à temps. 
Frédo et Armando, s'introduisent de nuit chez Méry pour la cambrioler mais la police est là. Yann est blessé et Armando est tué.
Le procès sera révisé et Méry viendra attendre Yann à sa sortie de prison.

## Fiche technique
- Réalisation : Claude Orval, assisté de Roger Duculot
- Scénario : Noël Renard
- Décors : Jaquelux
- Photographie : René Colas
- Montage : Andrée Sélignac
- Son : René Louge
- Musique : Vincent Scotto
  - La chanson du film, La Java bleue est interprétée par Fréhel, puis par Berval.
- Société de production	: Société de Production du Film Une Java
- Directeur de production : Émile Buhot
- Format :  Noir et blanc  - Son mono
- Pays d'origine :  France
- Format :  Noir et blanc - son mono
- Genre : Policier
- Durée : 81 minutes (1 h 21)
- Date de sortie : 
  - France - 20 janvier 1939[1]

## Distribution
- Antonin Berval : Yann Le Hun
- Mireille Perrey : Marie Cerval
- Raymond Aimos : Frédo
- Mila Parély : Gaby Térot
- Pierre Stéphen : "Le Tordu"
- Fréhel : la patronne du bal musette
- Armand Larcher : Armando
- Pierre Sailhan : le commissaire Morin
- Georges Paulais : inspecteur Gerbier
- Max Revol : le danseur Bill
- Germaine Risse : une femme au musette
- Géno Ferny : le valet de chambre
- Roger Puylagarde : l’impresario Carl
- Gérald Castrix : l'inspecteur Chevrel
- Robert Desclos : le patron du musette
- Roger Cartier : le patron du musette
- Charles Leriche : le président des assises
- France Marion : Rose Le Hun, la sœur de Yann
- Marcel Barnault : Maître Dufortel
- Marshal : l'ivrogne
- Petit : l'huissier
- M. Chatelier : l'habilleuse

## Autour du film
Le film a été réédité chez René Chateau vidéo en version restaurée en 2012